# Gabriel Tsiskarishvili
Gabriel Dmitrievich Tsiskarishvili (en georgiano: გაბრიელ ცისკარიშვილი; Zemo Alvani, 1892-Tiflis, 30 de agosto de 1924) fue un político georgiano del Partido Socialdemócrata de Georgia y miembro de la Asamblea Constituyente de Georgia.

## Biografía
Gabriel Tsiskarishvili nació en 1892 hijo de un padre maestro, en el pueblo de Zemo Alvani (uyezd de Telavi), estudió en el tercer gimnasio masculino de Tiflis y luego se graduó de la facultad de Historia y Filología de la Universidad de Moscú. Cuando todavía era estudiante, desde 1914 fue miembro de la facción menchevique del Partido Obrero Socialdemócrata de Rusia.   
Después de la revolución de febrero de 1917, Tsiskarishvili regresó a Georgia y fue secretario de la junta de Telavi y miembro del ayuntamiento; además de miembro de la junta directiva de la sociedad cooperativa de pastores "Mtsemsi". El 12 de marzo de 1919 fue elegido miembro de la Asamblea Constituyente de Georgia de la lista del Partido Socialdemócrata de Georgia, donde fue secretario de las comisiones de autogobierno y biblioteca, miembro de la comisión de mandato.   
Tras la invasión soviética de Georgia, trabajó como camarada del presidente de la junta directiva de la cooperativa agrícola "Vorsupunsi". Sin embargo, fue encarcelado varias veces por un corto tiempo. La última vez fue arrestado por la Checa el 30 de mayo de 1923 en Tiflis, acusado de contrarrevolucionario. El 29 de diciembre de 1923 fue asesinado Ilarión Giorgadze, que había emprendido el camino de la cooperación con el gobierno bolchevique y en respuesta, las autoridades declararon rehenes a 38 presos políticos (incluido Gabriel Tsiskarishvili)  el 17 de enero de 1924 y amenazaron con ejecutarlos si continuaba el terror contrarrevolucionario. Después de la rebelió agosto de 1924, Tsiskarishvili fue fusilado en Tiflis junto con otros prisioneros políticos y civiles la noche del 30 de agosto.  